# Маддрелл, Нед
Эдвард (Нед) Маддрелл (мэн. и англ. Edward "Ned" Maddrell; 20 августа 1877; Крегнэш, Остров Мэн — 27 декабря 1974; там же) — рыбак с острова Мэн, последний известный носитель ныне возрождённого мэнского языка.
После смерти Сейдж Кинвиг в 1962 году Маддрелл остался единственным живущим человеком, который мог сказать, что говорит на мэнском языке с детства (в это же время насчитывалось некоторое количество людей, владевших мэнским как неродным).
Речь Маддрелла неоднократно записывалась для сохранения сведений о мэнском языке. Этому, в частности, поспособствовал глава правительства Ирландии Имон де Валера.
Существуют разногласия относительно того, считать ли Маддрелла последним носителем мэнского языка. Возможно, что некоторые из носителей, переживших Маддрелла, просто не были известны. Кроме того, в настоящий момент существует некоторое количество людей, для которых мэнский язык является родным, но все они родились уже после смерти Маддрелла и говорят на «новомэнском» .